# 2007年NBA总决赛
2007年NBA总决赛是2006-07 NBA賽季的最後一個系列賽。聖安東尼奧馬刺與克里夫蘭騎士對決。最终马刺以4比0的总比分完胜首次进入总决赛的骑士队而夺冠，获得9年里的第四个总冠军。马刺队后卫得到总决赛MVP头衔。但值得注意的是，該總冠軍戰的收視率為歷年來最低，NBA總裁大卫·斯特恩雖称其他媒體的同時轉播使電視收視率較低，但仍無法掩蓋NBA逐年下滑的事實。

## 形式
这次七场四胜制的系列賽于2007年6月8日开始。而七場四勝再不是以2-2-1-1-1的主客場排列，而是2-3-2排列，降低了球隊優先的主場優勢。
- 聖安東尼奧馬刺：（58-24；	.707），西南賽區第二名，東岸第三名，全聯盟第三名
- 克里夫蘭騎士：（50-32；	.605），中央賽區第二名，東岸第二名，全聯盟第七名

## 直播
參見：NBA on ABC

ABC獲得本年總決賽在美國地區的轉播權。

## 晉級
- 克夫蘭騎士以4-2比分击败底特律活塞赢得2007年的东部分区决赛。
- 聖安東尼奧馬刺以4-1比分击败猶他爵士赢得2007年的西部分区决赛。

## 球員名單

### 聖安東尼奧馬刺隊
| 圣安东尼奥马刺队 2007年NBA總決賽球員名單  |      |      |                                        |                                |
| 主教练：格雷格·波波维奇（Gregg Popovich） |      |      |                                        |                                |
| 位置                                      | 号码 | 国籍 | 姓名                                   | 大学                           |
| 得分后卫                                  | 17   |      | （Brent Barry）                        | 俄勒冈州立大学                 |
| 前锋                                      | 15   |      | 马特·邦纳（Matt Bonner）               | 佛罗里达大学                   |
| 小前锋                                    | 12   |      | 布鲁斯·（Bruce Bowen）                 | 加利福尼亚州立大学富勒顿分校   |
| 前锋／中锋                                | 45   |      | 杰基·巴特勒（Jackie Butler）           | 弗吉尼亚海岸基督学院           |
| 大前锋                                    | 21   |      | 蒂姆·邓肯（Tim Duncan）                | 韦克福里斯特大学               |
| 中锋                                      | 16   |      | 弗朗西斯科·埃尔森（Francisco Elson）   | 加利福尼亚大学伯克利分校       |
| 前锋／中鋒                                | 2    |      | 梅尔文·埃利（Melvin Ely）              | 加利福尼亚州立大学弗雷斯诺分校 |
| 后卫／前锋                                | 4    |      | 迈克尔·芬利（Michael Finley）          | 威斯康星大学麦迪逊分校         |
| 得分后卫                                  | 20   |      | 马努·吉诺比利（Manu Ginobili）         | 阿根廷                         |
| 大前锋                                    | 5    |      | （Robert Horry）                       | 亚拉巴马体育大学               |
| 大前锋                                    | 7    |      | 法夫里西奥·奥韦尔托（Fabricio Oberto） | 阿根廷                         |
| 控球后卫                                  | 9    |      | （Tony Parker）                        | 法國                           |
| 控球后卫                                  | 14   |      | 贝诺·乌德里（Beno Udrih）              | 斯洛文尼亞                     |
| 控球后卫                                  | 11   |      | 雅克·沃恩（Jacque Vaughn）             | 堪萨斯大学                     |
| 後衛／前锋                                | 33   |      | 詹姆斯·怀特（James White）             | 辛辛那提大学                   |

### 克里夫蘭騎士隊
| 2007年NBA總決賽球員名單         |      |          |                                               |                        |
| 主教练：迈克·布朗（Mike Brown） |      |          |                                               |                        |
| 位置                            | 号码 | 国籍     | 姓名                                          | 大学                   |
| 控球后卫／得分后卫              | 32   | 美国     | 拉里·休斯（Larry Hughes）                     | 圣路易斯大学           |
| 前锋／中锋                      | 90   | 美国     | 德鲁·古登（Drew Gooden）                      | 堪萨斯大学             |
| 中锋                            | 11   | 立陶宛   | 济德鲁纳斯·伊尔高斯卡斯（Žydrūnas Ilgauskas） | 立陶宛                 |
| 前锋／后卫                      | 3    | 塞尔维亚 | 萨沙·帕夫洛维奇（Sasha Pavlović）             | 塞尔维亚               |
| 小前锋                          | 23   | 美国     | 勒布朗·詹姆斯（LeBron James）                 | 圣文森特-圣马里高中    |
| 得分后卫                        | 19   | 美国     | 戴蒙·琼斯（Damon Jones）                      | 休斯敦大学             |
| 前锋／中锋                      | 27   | 美国     | 德韦恩·琼斯（Dwayne Jones）                   | 圣约瑟夫大学           |
| 得分后卫／控球后卫              | 1    | 美国     | 丹尼尔·吉布森（Daniel Gibson）                | 得克萨斯大学奥斯汀分校 |
| 小前锋／前锋                    | 24   | 美国     | 唐耶尔·马歇尔（Donyell Marshal）              | 康涅狄格大学           |
| 后卫／前锋                      | 14   | 美国     | 艾拉·纽伯尔（Ira Newble）                     | 迈阿密大学             |
| 前锋／中锋                      | 31   | 美国     | 斯科特·波拉德（Scot Pollard）                 | 堪萨斯大学             |
| 控球后卫                        | 20   | 美国     | 埃里克·斯诺（Eric Snow）                      | 密歇根州立大学         |
| 前锋／中锋                      | 17   | 巴西     | 安德森·瓦雷让（Anderson Varejão）             | 巴西                   |
| 得分后卫                        | 4    | 美国     | 戴维·韦斯利（David Wesley）                   | 贝勒大学               |

## 比賽結果
所有時間為美國東部時間

### 第一場
| 6月7日 晚上9時 |

| 1 |

| 克夫蘭騎士 76–85 聖安東尼奧馬刺 |  |                                                                                          |
| 每節分數： 15–20、20–20、14–24、27–21 |  |                                                                                          |
| 得分： 丹尼尔·吉布森 16, 勒布朗·詹姆斯 14 篮板： 勒布朗·詹姆斯 7, 济德鲁纳斯·伊尔高斯卡斯 6 助攻： 勒布朗·詹姆斯 4, 丹尼尔·吉布森 4 失誤： 勒布朗·詹姆斯 6 |  | 得分： 27, 蒂姆·邓肯 24 篮板： 蒂姆·邓肯 13, 马努·吉诺比利 8 助攻： 7 阻攻： 蒂姆·邓肯 5 |

### 第二場
| 6月10日 晚上9時 |

| 2 |

| 克夫蘭騎士 92–103 聖安東尼奧馬刺                                                              |  |                                                           |
| 每節分數： 17–28、16–30、29–31、30–14                                                         |  |                                                           |
| 得分： 勒布朗·詹姆斯 25 篮板： 安德森·瓦萊喬 10 助攻： 勒布朗·詹姆斯 6 失誤： 勒布朗·詹姆斯 6 |  | 得分： 30 篮板： 蒂姆·邓肯 9, 9 助攻： 蒂姆·邓肯 8 阻攻： |

### 第三場
| 6月12日 晚上9時 |

| 3 |

| 聖安東尼奧馬刺 75–72 克夫蘭騎士                                                     |  | |
| 每節分數： 16–18、24–20、15–12、20–22                                               |  | |
| 得分： 17 篮板： 蒂姆·邓肯 9, 布鲁斯· 9 助攻： 马努·吉诺比利 5 偷球： 迈克尔·芬利 4 |  | 得分： 勒布朗·詹姆斯 25 篮板： 济德鲁纳斯·伊尔高斯卡斯 18, 德鲁·古登 12 助攻： 勒布朗·詹姆斯 7 失誤： 勒布朗·詹姆斯 5 |

### 第四場
| 6月14日 晚上9時 |

| 4 |

| 聖安東尼奧馬刺 83–82 克夫蘭騎士                                                       |  | |
| 每節分數： 19–20、20–14、21–18、23–30                                                 |  | |
| 得分： 马努·吉诺比利 27 篮板： 蒂姆·邓肯 15 助攻： 马努·吉诺比利 5 失誤： 蒂姆·邓肯 6 |  | 得分： 勒布朗·詹姆斯 24 篮板： 济德鲁纳斯·伊尔高斯卡斯 13, 德鲁·古登 11 助攻： 勒布朗·詹姆斯 10 失誤： 勒布朗·詹姆斯 6 |
| 馬刺4-0擊敗騎士 奪得2007年NBA總冠軍                                                   |  | |

## 外部連結
- 2007年NBA季後賽官方網站
- 2007年NBA总决赛官方網站